# Brian Connolly
Brian Connolly (5. října 1945 – 10. února 1997) byl skotský zpěvák.

## Život
Narodil se v glasgowské čtvrti Govanhill. Identita jeho otce zůstala neznámá a matka jej zanechala v nemocnici. Od dvou let byl vychováván Jimem Helen McManusovými, jejichž příjmení následně používal. Ve dvanácti se usadil v londýnském Harefieldu a později působil v obchodním námořnictvu. Po návratu do Harefieldu (1963) působil v několika kapelách, například Generation X (1965–1966) a Wainwright's Gentlemen. Ve druhé jménované nahradil Iana Gillana, pozdějšího frontmana kapely Deep Purple. Jedním z dalších členů skupiny byl bubeník Mick Tucker. Dvojice spolu později založil vlastní kapelu, v níž dále hráli kytarista Frank Torpey a baskytarista Steve Priest. Nová skupina se původně jmenovala Sweetshop, později si název zkrátila na Sweet.
Skupinu Sweet Connolly opustil v roce 1978, přičemž na veřejnost se tato zpráva dostala až následujícího roku. Connolly se chtěl věnovat countryové hudbě. Roku 1980 vydal svůj první sólový singl „Take Away the Music“ (Polydor Records). Později měl zdravotní problémy, prodělal i několik infarktů. Počínaje rokem 1984, navzdory špatnému zdravotnímu stavu, vystupoval s nově vzniklou kapelou The New Sweet, v níž z původních Sweet hrál pouze on. Roku 1988 se sešel se zbylými členy klasické sestavy Sweet, tedy kromě jeho, Tucker, Priesta ještě s Andym Scottem, který brzy po vzniku kapely nahradil Torpeyho. Vzhledem ke Connollyho hlasovým problémům však reunion neměl dlouhého trvání.
V lednu 1997 prodělal další infarkt a byl hospitalizován. Po týdnu z nemocnice odešel, ale zanedlouho se vrátil. Brzy zde po selhání ledvin a jater a dalších infarktech ve věku 51 let zemřel.